# نیکولسک، اوبلاست پنزا
شهر نیکولسک، اوبلاست پنزا (به روسی: Никольск) در کشور روسیه و در اوبلاست پنزا واقع شده‌است.